# راهرونهنگ
آمبولوستوس (نام علمی: Ambulocetus) سردهای باستانی از پستانداران نیمه‌آبزی بود که در حدود ۵۰ میلیون سال پیش در دوره ائوسن در منطقه هند–پاکستان امروزی و در کناره اقیانوس تتیس زندگی می‌کردند. نام این سرده به معنای «نهنگ‌های راهرو» است که اشاره به توانایی آن‌ها در راه رفتن بر روی هر دو محیط خشکی و آب دارد.
راهرونهنگ شناور تنها گونه شناخته شده از این سرده است.

## ویژگی‌ها

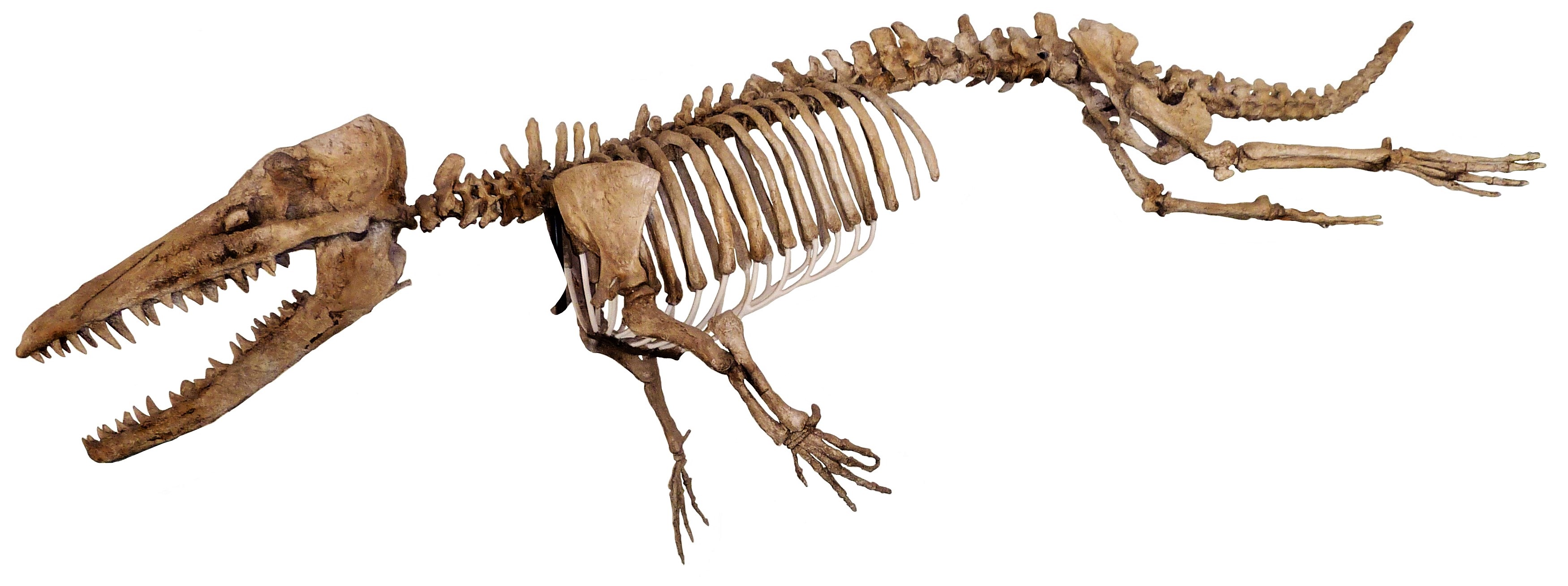
سنگواره آمبولوستوس به همراه بازسازی چهره‌اش.

بر پایه ظاهر، آمبولوستوس‌ها آنگونه زندگی می‌کردند که تمساحهای امروزین؛ آن‌ها هم بر روی خشکی و هم درون آب توانایی حرکت داشتند اگرچه نمی‌توانستند در هیچ‌کدام با سرعت به پیش روند. بررسی بر روی ایزوتوپ‌های اکسیژن در سنگواره‌های آنان نشان داده است که آن‌ها هم در آب شور و هم در آب شیرین (رودخانه‌ها و مرداب‌ها) رفت‌وآمد داشتند.
آمبولوستوس‌ها گونه‌ای میانی از جانوران خشکی‌زی چون پاکیستوس و دیگر پستانداران کاملن آبزی چون باسیلوزوروس بودند. پاهای پشتی آن‌ها برای شنا در آب به خوبی تطابق یافته بودند. برای شنا، آمبولوستوس‌ها کمر خود را به شکل عمودی خم می‌کردند تا در آب به جلو روند؛ چیزی همانند حرکات شنگ‌های دریایی امروزین.